# Sheila Frahm

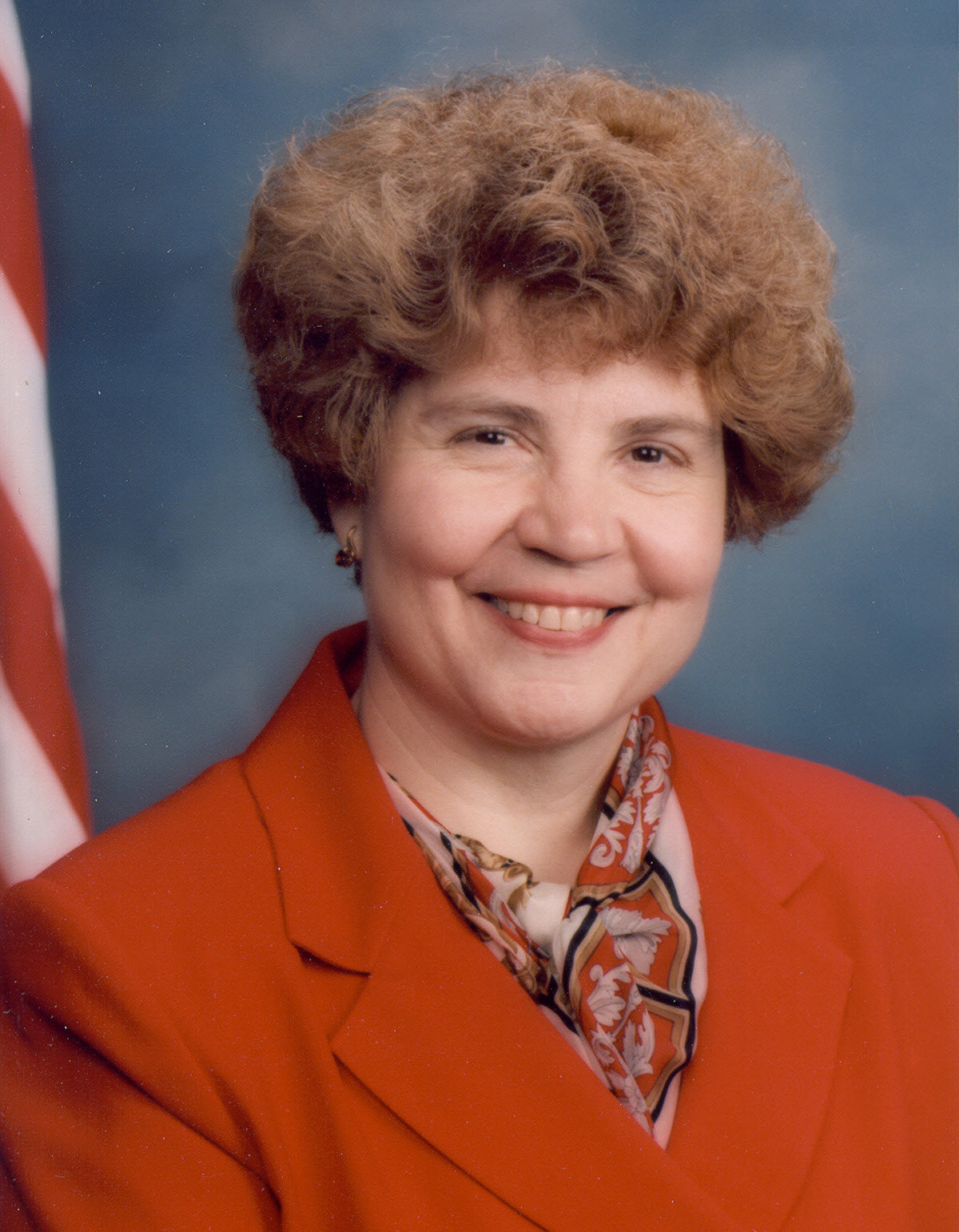
Sheila Frahm (1996)

Sheila Frahm (gebürtig: Sheila Sloan; * 22. März 1945 in Colby, Thomas County, Kansas) ist eine US-amerikanische Politikerin. Sie war kurzzeitig US-Senatorin ihres Heimatbundesstaates Kansas.

## Leben
Sheila Sloan wuchs in der 5300 Einwohner zählenden Kleinstadt Colby heran, wo sie 1963 ihren Abschluss an der dortigen High School erwarb. Sie schrieb sich im Anschluss an der Fort Hays State University ein, an der sie Pädagogik studierte. 1967 legte sie erfolgreich die Bachelor-Prüfung ab. Nach der Hochzeit mit Kenneth Frahm nahm sie dessen Familiennamen an. Das Paar wurde Eltern von drei Töchtern.
Frahm war danach jahrelang im Bildungswesen tätig, saß im Schulrat ihrer alten High School, ehe sie in die Außenstelle des Bildungsministeriums für den nordwestlichen Bereich von Kansas wechselte. 1985 folgte der Wechsel ins Bildungsministerium von Kansas; 1987 wurde sie zur Vizevorsitzenden gewählt.
Ihre politische Karriere begann die Republikanerin Sheila Frahm, als sie 1988 in den Senat von Kansas gewählt wurde. Sie war auch zugleich die erste Frau, die als Mehrheitsfraktionsführer (Majority Leader) vereidigt wurde. 1995, nach sieben Jahren im Senat, ernannte sie Bill Graves, der neu gewählte Gouverneur von Kansas, zu seiner Vizegouverneurin. Nach dem Rücktritt von Senator Bob Dole, der 1996 Bill Clinton als US-Präsident ablösen wollte, ernannte Gouverneur Graves am 24. Mai 1996 Sheila Frahm zu Doles Nachfolgerin im Kongress.
Sheila Frahm war nur vier Monate, von Juni bis November 1996, US-Senatorin. Zwar zeigte sie sich engagiert, trat im Senat für Bildung und die Schaffung von Arbeitsplätzen ein, dennoch wurde auf dem Parteitag der Republikaner Sam Brownback als Kandidat für den Senatswahlkampf des Jahres 1996 präsentiert.
Nach ihrem Ausscheiden aus dem Senat im November 1996 zog sich Frahm aus der Politik zurück. Seit 1997 sitzt sie im Aufsichtsrat der Kansas Association of Community College Trustees, in der die Verwaltung wie auch pädagogische Ausrichtung aller 19 staatlichen Colleges in Kansas koordiniert wird. 2002 wurde sie zur Vorsitzenden des Gremiums gewählt.